# Justicia
Genre
Justicia est un genre de plantes à fleurs de la famille des Acanthacées. Il comprend environ 420 espèces. Ce genre doit son nom au botaniste écossais James Justice (1698-1763). Ce sont des plantes herbacées ou des arbustes au feuillage persistant, aux inflorescences caractérisées par leurs bractées florales écailleuses colorées qui les font surnommer « plantes crevettes ».
Les noms suivants sont des synonymes de Justicia : Acelica, Adhatoda, Amphiscopia, Anisostachya, Aulojusticia, Averia, Beloperone, Calliaspidia, Calymmostachya, Chaetothylopsis, Chiloglossa, Cyphisia, Cyrtanthera, Cyrtantherella, Dianthera, Dimanisa, Drejerella, Duvernoia, Emularia, Ethesia, Glosarithys, Harnieria, Heinzelia, Hemichoriste, Heteraspidia, Ixtlania, Jacobinia, Kuestera, Libonia, Lophothecium, Lustrinia, Nicoteba, Orthotactus, Parajusticia, Petalanthera, Plagiacanthus, Plegmatolemma, Porphyrocoma, Psacadocalymma, Rhacodiscus, Rhiphidosperma, Rhyticalymma, Rodatia, Rostellaria, Rostellularia, Saglorithys, Salviacanthus, Sarotheca, Sericographis, Simonisia, Solenochasma, Stethoma, Tabascina, Thalestris, Thamnojusticia, Tyloglossa.

## Liste d'espèces
Selon Catalogue of Life (12 septembre 2017) :
Selon GRIN (12 septembre 2017) :
- Justicia adhatoda L.
- Justicia adhatodoides (E. Mey. ex Nees) V. A. W. Graham
- Justicia americana (L.) Vahl
- Justicia androsaemifolia (Nees) Lindau
- Justicia aurea Schltdl.
- Justicia betonica L.
- Justicia brandegeeana Wassh. & L. B. Sm.
- Justicia brasiliana Roth
- Justicia californica (Benth.) D. N. Gibson
- Justicia calzadillae J. R. I. Wood
- Justicia carnea Lindl.
- Justicia carthaginensis Jacq.
- Justicia cooleyi Monach. & Leonard
- Justicia crassifolia (Chapm.) Small
- Justicia cydoniifolia (Nees) Lindau
- Justicia flava Kurz
- Justicia floribunda (K. Koch) Wassh.
- Justicia fulvicoma Schltdl. & Cham.
- Justicia gambleana K. M. P. Kumar & al.
- Justicia gendarussa Burm. f.
- Justicia insularis T. Anderson
- Justicia ladanoides Lam.
- Justicia orchioides L. f.
- Justicia pectoralis Jacq.
- Justicia plumbaginifolia J. Jacq.
- Justicia procumbens L.
- Justicia quinqueangularis J. Koenig ex Roxb.
- Justicia secunda Vahl
- Justicia sivadasanii Sunil & al.
- Justicia spicigera Schltdl.
- Justicia tweedieana (Nees) Griseb.
- Justicia ventricosa Wall. ex Hook.

Selon ITIS (12 septembre 2017) :
- Justicia adhatoda L.
- Justicia americana (L.) Vahl
- Justicia androsaemifolia (Nees) Lindau
- Justicia angusta (Chapm.) Small
- Justicia betonica L.
- Justicia brandegeeana Wassh. & L.B. Sm.
- Justicia californica (Benth.) D.N. Gibson
- Justicia candicans (Nees) L.D. Benson
- Justicia carnea Lindl.
- Justicia carthagenensis Jacq.
- Justicia comata (L.) Lam.
- Justicia cooleyi Monach. & Leonard
- Justicia crassifolia (Chapm.) Chapm. ex Small
- Justicia culebritae Urb.
- Justicia longii Hilsenb.
- Justicia martinsoniana R.A. Howard
- Justicia mirabiloides Lam.
- Justicia ovata (Walter) Lindau
- Justicia pectoralis Jacq.
- Justicia periplocifolia Jacq.
- Justicia pilosella (Nees) Hilsenb.
- Justicia runyonii Small
- Justicia secunda Vahl
- Justicia sonorae Wassh.
- Justicia sphaerosperma Vahl.
- Justicia spicigera Schltdl.
- Justicia tobagensis (Urb.) Wassh.
- Justicia turneri Hilsenb.
- Justicia veracruzana T.F. Daniel
- Justicia warnockii B.L. Turner
- Justicia wrightii A. Gray

Selon NCBI (12 septembre 2017) :
- Justicia acutangula
- Justicia adhatoda
- Justicia americana
- Justicia anagalloides
- Justicia angusta
- Justicia angustissima
- Justicia arborescens
- Justicia areysiana
- Justicia aurea
- Justicia beddomei
- Justicia betonica
- Justicia brandegeeana
- Justicia brenesii
- Justicia campylostemon
- Justicia candicans
- Justicia carnea
- Justicia carthagenensis
- Justicia caudata
- Justicia comata
- Justicia cooleyi
- Justicia crassifolia
- Justicia debilis
- Justicia demissa
- Justicia diclipteroides
- Justicia extensa
- Justicia gendarussa
- Justicia gonzalezii
- Justicia graciliflora
- Justicia grossa
- Justicia latiflora
- Justicia leptostachya
- Justicia longii
- Justicia macrantha
- Justicia medranoi
- Justicia microdonta
- Justicia odora
- Justicia ovata
- Justicia paranaensis
- Justicia patentiflora
- Justicia procumbens
- Justicia pseudospicata
- Justicia quadrifaria
- Justicia rizzinii
- Justicia santapaui
- Justicia spicigera
- Justicia thunbergioides
- Justicia vagabunda
- Justicia valerioi
- Justicia valida
- Justicia ventricosa
- Justicia wynaadensis
- Justicia zopilotensis

Selon The Plant List (12 septembre 2017) :
- Justicia acuminata (Nees) Lindau
- Justicia acutangula H.S. Lo & D. Fang
- Justicia acutifolia Hedrén
- Justicia addisoniensis (Elmer) C.M. Gao & Y.F. Deng
- Justicia adenothyrsa (Lindau) T.F. Daniel
- Justicia adhaerens Wassh. & J.R.I. Wood
- Justicia adhatoda L.
- Justicia aequilabris (Nees) Lindau
- Justicia aequiloculata Benoist
- Justicia afromontana Hedrén
- Justicia albadenia (Rusby) Wassh. & J.R.I. Wood
- Justicia albobracteata Leonard
- Justicia albovelata W.W. Sm.
- Justicia alboviridis Benoist
- Justicia allenii (Leonard) Durkee
- Justicia almedae T.F. Daniel
- Justicia alopecuroidea T.F. Daniel
- Justicia alpina Lindau
- Justicia amabilis (Mildbr.) V.A.W. Graham
- Justicia amanda Hedrén
- Justicia amazonica Lindau
- Justicia amblyosepala D. Fang & H.S. Lo
- Justicia americana (L.) Vahl
- Justicia amherstia Bennet
- Justicia anagalloides (Nees) T. Anderson
- Justicia andamanica (Vasudeva Rao) Vasudeva Rao
- Justicia andersonii Wassh.
- Justicia andongensis C.B.Clarke
- Justicia andrographioides C.B.Clarke
- Justicia angusta (Chapm.) Small
- Justicia angustibracteata Leonard
- Justicia angustiflora D.N. Gibson
- Justicia anisophylla (Mildbr.) Brummitt
- Justicia ankaratrensis Benoist
- Justicia ankazobensis Benoist
- Justicia anselliana (Nees) T.Anderson
- Justicia antsingensis Benoist
- Justicia aphelandroides (Mildbr.) Wassh.
- Justicia appendiculata (Ruiz & Pav.) Vahl
- Justicia aquatica Benoist
- Justicia arborescens Durkee & McDade
- Justicia arbuscula Benoist
- Justicia arcuata Wassh. & J.R.I. Wood
- Justicia ardens T.F. Daniel
- Justicia aristeguietae Leonard
- Justicia asclepiadea (Nees) Wassh. & C. Ezcurra
- Justicia asystasioides (Lindau) M.E.Steiner
- Justicia aurantiimutata Hammel & Gómez-Laur.
- Justicia aurea Schltdl.
- Justicia austrocapensis T.F. Daniel
- Justicia austroguangxiensis H.S. Lo & D. Fang
- Justicia austrosinensis H.S. Lo & D. Fang
- Justicia axillaris (Nees) Lindau
- Justicia aymardii Wassh.
- Justicia bagshawei S. Moore
- Justicia baillonii Scott-Elliot
- Justicia bakeri Scott-Elliot
- Justicia baronii V.A.W.Graham
- Justicia bartlettii (Leonard) D.N.Gibson
- Justicia baumii S.Moore
- Justicia beckii Wassh. & J.R.I. Wood
- Justicia beloperonoides Lindau
- Justicia betonica L.
- Justicia beyrichii Lindau
- Justicia biokoensis V.A.W.Graham
- Justicia bitarkarae Gómez-Laur.
- Justicia boaleri Hedrén
- Justicia boerhaviaefolia (Nees) Baron
- Justicia bojeriana (Nees) Baron
- Justicia boliviana Rusby
- Justicia boliviensis (Bremek.) V.A.W. Graham
- Justicia bolomboensis De Wild.
- Justicia bolusii C.B. Clarke
- Justicia borinquensis Britton
- Justicia borrerae (Hemsl.) T.F. Daniel
- Justicia brachystachya Thouars ex Schult.
- Justicia brandegeeana Wassh. & L.B.Sm.
- Justicia brasiliana Roth
- Justicia breedlovei T.F. Daniel
- Justicia brenesii (Leonard) D.N.Gibson
- Justicia breteleri Wassh.
- Justicia brevicaulis S.Moore
- Justicia breviflora (Nees) Rusby
- Justicia brevipedunculata Ensermu
- Justicia brevipila Hedrén
- Justicia brevispica Benoist
- Justicia bruneelii De Wild.
- Justicia buchholzii (Lindau) I.Darbysh.
- Justicia burchellii Hiern
- Justicia buxifolia H.S. Lo & D. Fang
- Justicia californica (Benth.) D.N. Gibson
- Justicia calliantha Leonard
- Justicia calycina (Nees) V.A.W.Graham
- Justicia calyculata Deflers
- Justicia campanulata Benoist
- Justicia campechiana Standl. ex Lundell
- Justicia campenonii Benoist
- Justicia campylostemon T. Anderson
- Justicia candelariae (Oerst.) Leonard
- Justicia candicans (Nees) L.D.Benson
- Justicia capensis Thunb.
- Justicia caracasana Jacq.
- Justicia cardiophylla D. Fang & H.S. Lo
- Justicia carnea Lindl.
- Justicia carthaginensis Jacq.
- Justicia cataractae Leonard
- Justicia catharinensis Lindau
- Justicia caudata A. Gray
- Justicia caudatifolia (H.S. Lo & D. Fang) Z.P. Hao, Y.F. Deng & T.F. Daniel
- Justicia cauliflora Durkee
- Justicia cayennensis (Nees) Lindau
- Justicia chachapoyasensis Wassh.
- Justicia chacoensis Wassh. & C. Ezcurra
- Justicia chaetocephala (Mildbr.) Leonard
- Justicia chamaephyton D.N. Gibson
- Justicia chamaeranthemodes (Kuntze) T.F. Daniel
- Justicia championii T. Anderson
- Justicia chapadensis S. Moore
- Justicia chapana Wassh.
- Justicia chapareensis Wassh. & J.R.I. Wood
- Justicia chimalapensis T.F. Daniel
- Justicia chiriquiensis Durkee
- Justicia chloanantha Leonard
- Justicia chloroptera Baker
- Justicia chlorostachya Leonard
- Justicia chol T.F. Daniel
- Justicia chrysocoma Leonard
- Justicia chrysotrichoma Pohl
- Justicia chuquisacensis Wassh. & J.R.I. Wood
- Justicia circulibracteata Durkee & McDade
- Justicia ciriloi T.F.Daniel
- Justicia claessensii De Wild.
- Justicia clinopodium A.Gray ex Greenm.
- Justicia clivalis Wassh.
- Justicia coahuilana T.F. Daniel
- Justicia cobensis Lundell
- Justicia colorata (Nees) Wassh.
- Justicia columbiensis (Leonard) V.A.W. Graham
- Justicia comata (L.) Lam.
- Justicia commersoniana (T. Anderson) R. Baron
- Justicia concavibracteata Lindau
- Justicia congestiflora Benoist
- Justicia congrua Lindau
- Justicia consanguinea (Lindau) Wassh. & C. Ezcurra
- Justicia cooleyi Monach. & Leonard
- Justicia coppenamensis Wassh.
- Justicia cordata (Nees) T. Anderson
- Justicia corumbensis (Lindau) Wassh. & C. Ezcurra
- Justicia costaricana Leonard
- Justicia coursii Benoist
- Justicia crassifolia (Chapm.) Small
- Justicia crassiradix C.B. Clarke
- Justicia crebrinodis Benoist
- Justicia crenata (Leonard) Durkee
- Justicia cufodontii (Fiori) Ensermu
- Justicia cuicatlana T.F. Daniel
- Justicia culebritae Urb.
- Justicia cuneata Vahl
- Justicia cuspidulata (Nees) Wassh.
- Justicia cuzcoensis Lindau
- Justicia cynosuroides Benoist
- Justicia cyrtantheriformis (Rizzini) Profice
- Justicia dalaensis Benoist
- Justicia damingensis (H.S. Lo) H.S. Lo
- Justicia dasyclados (Nees) Lindau
- Justicia deaurata Hammel & Gómez-Laur.
- Justicia decaryi Benoist
- Justicia dejecta Benoist
- Justicia delascioi Wassh.
- Justicia delicatula Scott-Elliot
- Justicia demissa N.H. Xia & Y.F. Deng
- Justicia dendropila T.F. Daniel
- Justicia densibracteata Durkee & McDade
- Justicia dianthera Vell.
- Justicia diclipteroides Lindau
- Justicia diffusa Willd.
- Justicia diminuta Benoist
- Justicia dinteri S. Moore
- Justicia disjuncta Benoist
- Justicia diversifolia Jenn.
- Justicia dives Benoist
- Justicia dryadum Wassh. & J.R.I. Wood
- Justicia dubiosa Lindau
- Justicia dumetorum Morong
- Justicia eburnea D.N. Gibson
- Justicia effusa D.N.Gibson
- Justicia elegantissima (Lindau) Wassh.
- Justicia elegantula S. Moore
- Justicia elliotii S. Moore
- Justicia eminii Lindau
- Justicia engleriana Lindau
- Justicia ensiflora (Standl.) D.N.Gibson
- Justicia ephemera Leonard
- Justicia equestris Benoist
- Justicia euosmia Lindau
- Justicia excalcea Benoist
- Justicia exigua S. Moore
- Justicia exsul Benoist
- Justicia extensa T.Anderson
- Justicia falconensis Wassh.
- Justicia ferruginea H.S. Lo & D. Fang
- Justicia filibracteolata Lindau
- Justicia fimbriata (Nees) V.A.W. Graham
- Justicia fittonioides S. Moore
- Justicia flava (Forssk.) Vahl
- Justicia flaviflora (Turrill) Wassh.
- Justicia floribunda (C. Koch) Wassh.
- Justicia forbesii S. Moore
- Justicia fortunensis T.F. Daniel & Wassh.
- Justicia francoiseana Brummitt
- Justicia fuentesii J.R.I. Wood
- Justicia fulvicoma Schltdl. & Cham.
- Justicia funckii Lindau
- Justicia galapagana Lindau
- Justicia galeata Hedrén
- Justicia gendarussa Burm.f.
- Justicia gibsoniae Bennet & S. Chandra
- Justicia gilliesii (Nees) Benth.
- Justicia glabra K.D.Koenig ex Roxb.
- Justicia glaziovii Lindau
- Justicia glischrantha Lindau
- Justicia glutinosa (Bremek.) V.A.W. Graham
- Justicia gonzalezii (Greenm.) Henrickson & Hiriart
- Justicia gossweileri S.Moore
- Justicia goudotii V.A.W. Graham
- Justicia graciliflora (Standl.) D.N. Gibson
- Justicia grossa C.B. Clarke
- Justicia guerkeana Schinz
- Justicia guianensis (N.E.Br.) Wassh.
- Justicia guineensis (Heine) Hawthorne & Jongkind
- Justicia hainanensis (C.Y. Wu & H.S. Lo) N.H. Xia & Y.F. Deng
- Justicia haplostachya (Nees) T. Anderson
- Justicia harleyi Wassh.
- Justicia hassleri (Lindau) V.A.W. Graham
- Justicia hatschbachii (Rizzini) Wassh. & L.B. Sm.
- Justicia hayatai Yamam.
- Justicia hedrenii J.-P. Lebrun & Stork
- Justicia henricksonii T.F. Daniel
- Justicia hepperi Heine
- Justicia herpetacanthoides Leonard
- Justicia heterocarpa T.Anderson
- Justicia heterosepala Benoist
- Justicia heterotricha Mildbr.
- Justicia hexangularis Roem. & Schultz
- Justicia hians (Brandegee) Brandegee
- Justicia hilaris Scott-Elliot
- Justicia hilsenbeckii T.F. Daniel
- Justicia holochila (Rizzini) Profice
- Justicia huacanensis T.F.Daniel & V.W.Steinm.
- Justicia huambensis Hedrén
- Justicia huberi Wassh.
- Justicia humblotii Benoist
- Justicia hunzikeri Ariza Esp.
- Justicia hygrobia Leonard
- Justicia hylaea Leonard
- Justicia hylobia Leonard
- Justicia hylophila Lindau
- Justicia hyssopifolia L.
- Justicia ianthina Wassh.
- Justicia idiogenes Leonard
- Justicia inaequalis Benth.
- Justicia inaequifolia Brummitt
- Justicia inamoena Benoist
- Justicia inficiens Vahl
- Justicia insolita Brandegee
- Justicia insularis T.Anderson
- Justicia interrupta Kunth
- Justicia iochila Mildbr.
- Justicia irumuensis (Lindau) Bamps & Champl.
- Justicia irwinii Wassh.
- Justicia israelvargasii Wassh. & J.R.I. Wood
- Justicia isthmensis T.F. Daniel
- Justicia ivohibensis Benoist
- Justicia ixtlania T.F. Daniel
- Justicia jamaicensis (Britton) Stearn
- Justicia japonica Thunb.
- Justicia jitotolana T.F. Daniel
- Justicia johannae Benoist
- Justicia kampotiana Benoist
- Justicia kanal T.F. Daniel
- Justicia kessleri Wassh. & J.R.I. Wood
- Justicia kiborianensis (Hedrén) Vollesen
- Justicia kirkiana T. Anderson
- Justicia kleinii Wassh. & L.B. Sm.
- Justicia kouytcheensis (H. Lév.) E. Hossain
- Justicia kunhardtii Leonard
- Justicia kuntzei Lindau
- Justicia kwangsiensis (H.S. Lo) H.S. Lo
- Justicia ladanoides Lam.
- Justicia laeta S.Moore
- Justicia laevilinguis (Nees) Lindau
- Justicia lamprophylla Leonard
- Justicia lanceolata (Chapm.) Small
- Justicia lancifolia (Nees) V.M. Badillo
- Justicia latibracteata De Wild.
- Justicia latiflora Hemsl.
- Justicia laxa T.Anderson
- Justicia lazarus S.Moore
- Justicia leonardii Wassh.
- Justicia lepida (Nees) Wassh.
- Justicia leptantha (Nees) T. Anderson
- Justicia leptophylla Leonard
- Justicia leptostachya Hemsl.
- Justicia leucerythra Leonard
- Justicia leucoclada Chiov.
- Justicia leucoesthes Benoist
- Justicia leucothamna (Standl.) T.F. Daniel, Carnevali & Tapia
- Justicia leucoxiphus Vollesen, Cheek & Ghogue
- Justicia lianshanica (H.S. Lo) H.S. Lo
- Justicia lilloana Ariza Esp.
- Justicia lindaviana Leonard
- Justicia lindeniana (Nees) J.F. Macbr.
- Justicia linearifolia (Bremek.) H.S. Lo
- Justicia linearis B.L. Rob. & Greenm.
- Justicia linearispica C.B. Clarke
- Justicia lineolata Ruiz & Pav.
- Justicia lobata Benoist
- Justicia longiacuminata Rusby
- Justicia longii Hilsenb.
- Justicia loretensis Lindau
- Justicia lundellii Leonard
- Justicia luschnathii Lindau
- Justicia lutensis Wassh. & J.R.I. Wood
- Justicia luteocinerea Hedrén
- Justicia lythroides (Nees) V.A.W. Graham
- Justicia macrantha Benth.
- Justicia madagascariensis Lindau
- Justicia madrensis T.F. Daniel
- Justicia maguirei Wassh.
- Justicia mandonii (Lindau) Wassh. & C. Ezcurra
- Justicia manserichensis Wassh.
- Justicia mariae Hedrén
- Justicia marojejiensis Benoist
- Justicia martiniana (Nees) Lindau
- Justicia martinsoniana Howard
- Justicia masiaca T.F. Daniel
- Justicia matammensis (Schweinf.) Oliv.
- Justicia matogrossensis Wassh.
- Justicia maxima (Lindau) S. Moore
- Justicia mcdowellii Wassh.
- Justicia mediocris Benoist
- Justicia megalantha Wassh. & J.R.I. Wood
- Justicia mendax (Lindau) Wassh.
- Justicia mendoncae Benoist
- Justicia mesetarum Wassh. & J.R.I. Wood
- Justicia metallica Lindau
- Justicia metallorum P.A. Duvign.
- Justicia mexicana Rose
- Justicia meyeniana (Nees) Lindau
- Justicia micrantha (Oerst.) V.A.W.Graham
- Justicia microdonta W.W. Sm.
- Justicia microphylla Lam.
- Justicia migeodii (S. Moore) V.A.W. Graham
- Justicia miguelii V.A.W. Graham
- Justicia minima A. Meeuse
- Justicia minutiflora Benoist
- Justicia mirandae T.F. Daniel
- Justicia modesta (Bremek.) V.A.W. Graham
- Justicia mogandjoensis De Wild.
- Justicia mollissima (Nees) Y.F. Deng & T.F. Daniel
- Justicia mollugo C.B.Clarke
- Justicia monachinoi Wassh.
- Justicia monopleurantha (Lindau) Wassh.
- Justicia montis-salinarum A. Meeuse
- Justicia moritziana Wassh.
- Justicia mortuifluminis Fernald
- Justicia multibracteata Benoist
- Justicia multicaulis Donn. Sm.
- Justicia myriantha Standl.
- Justicia neesiana (Nees) T. Anderson
- Justicia nelsonii (Greenm.) T.F. Daniel
- Justicia nematocalyx Lindau
- Justicia nemoralis S. Moore
- Justicia neolinearifolia N.H. Xia & Y.F. Deng
- Justicia neomontana Bennet & S. Chandra
- Justicia nervata (Lindau) Profice
- Justicia nevlingii Wassh. & T.F. Daniel
- Justicia nicaraguensis Durkee
- Justicia nigerica S. Moore
- Justicia nilgherrensis (Nees) Wall. ex C.B.Clarke
- Justicia niokolo-kobae Berhaut
- Justicia nodicaulis (Nees) Leonard
- Justicia novogaliciana T.F. Daniel
- Justicia nummulus Benoist
- Justicia nuriana Wassh.
- Justicia nuttii C.B. Clarke
- Justicia nyassana Lindau
- Justicia oaxacana (Greenm.) T.F. Daniel
- Justicia obcordata Benoist
- Justicia oblonga (Nees) Lindau
- Justicia oblongifolia (Lindau) M.E. Steiner
- Justicia obovata Wassh. & J.R.I. Wood
- Justicia obtusicapsula Hedrén
- Justicia odora (Forssk.) Lam.
- Justicia oerstedii Leonard
- Justicia oldemanii Wassh.
- Justicia oncodes (Lindau) Wassh. & C. Ezcurra
- Justicia onilahensis Benoist
- Justicia oranensis De Marco & T. Ruiz
- Justicia orbicularis V.A.W. Graham
- Justicia oreadum S. Moore
- Justicia ornatopila Ensermu
- Justicia ornithopoda Benoist
- Justicia orosiensis Durkee
- Justicia ovata (Walter) Lindau
- Justicia oxypages Leonard
- Justicia pacifica (Oerst.) Hemsl.
- Justicia palmeri Rose
- Justicia palustris (Hochst.) T. Anderson
- Justicia panamensis Durkee
- Justicia panarensis Wassh.
- Justicia panduriformis Benoist
- Justicia pannieri Leonard
- Justicia paranaensis (Rizzini) Wassh. & L.B. Sm.
- Justicia parguazensis Wassh.
- Justicia parimensis Wassh.
- Justicia paruana Wassh.
- Justicia parvibracteata Leonard
- Justicia parvispica Benoist
- Justicia paspaloides Benoist
- Justicia patentiflora Hemsl.
- Justicia paucifolia T.F. Daniel
- Justicia pectoralis Jacq.
- Justicia pedestris Benoist
- Justicia pedicellata D.N. Gibson
- Justicia peninsularis Gómez-Laur. & Hammel
- Justicia periplocifolia Jacq.
- Justicia petiolaris T. Anderson
- Justicia petterssonii (Hedrén) Vollesen
- Justicia phillipsiae Rendle
- Justicia phlebodes Leonard & Gentry
- Justicia phlomoides Mildbr.
- Justicia phyllocalyx (Lindau) Wassh. & C. Ezcurra
- Justicia phyllostachys C.B.Clarke
- Justicia physogaster Lindau
- Justicia pilosa (Ruiz ex Nees) Lindau
- Justicia pilosella (Nees) Hilsenb.
- Justicia pilosocordata C.B.Clarke
- Justicia pilosula Benoist
- Justicia pilzii T.F.Daniel
- Justicia pinguior C.B.Clarke
- Justicia pittieri Lindau
- Justicia platysepala (S.Moore) P.G.Mey.
- Justicia plebeia Benoist
- Justicia pleurolarynx (S.F.Blake) V.M.Badillo
- Justicia pluriformis Wassh. & J.R.I. Wood
- Justicia poeppigiana (Nees) Lindau
- Justicia poilanei Benoist
- Justicia polyantha Benoist
- Justicia polygaloides (S. Moore) Lindau
- Justicia polygonoides Kunth
- Justicia polystachya Lam.
- Justicia potamogeton Lindau
- Justicia potarensis (Bremek.) Wassh.
- Justicia pozuzoensis Wassh.
- Justicia praetermissa Wassh. & J.R.I. Wood
- Justicia preussii (Lindau) C.B. Clarke
- Justicia prevostiae Wassh.
- Justicia pringlei B.L. Rob.
- Justicia procumbens L.
- Justicia protracta (Nees) T. Anderson
- Justicia pseudoamazonica Lindau
- Justicia pseudohypoestes Benoist
- Justicia pseudorungia Lindau
- Justicia pseudospicata H.S. Lo & D. Fang
- Justicia psychotrioides Thouars ex Schult.
- Justicia pubescens Ruiz ex Nees
- Justicia pubigera (Nees) C.B. Clarke
- Justicia purpusii (Brandegee) D.N. Gibson
- Justicia pycnophylla Lindau
- Justicia pygmaea Lindau
- Justicia pynaertii De Wild.
- Justicia pyrrhostachya (Lindau) Wassh.
- Justicia quadrifaria (Nees) T. Anderson
- Justicia quinqueangularis K.D.Koenig ex Roxb.
- Justicia racemosa Ruiz & Pav.
- Justicia radicans Vahl
- Justicia ramulosa (Morong) C.Ezcurra
- Justicia rauhii Wassh.
- Justicia readii T.F. Daniel & Wassh.
- Justicia reflexiflora Vahl
- Justicia refractifolia (Kuntze) Leonard
- Justicia refulgens Leonard
- Justicia regis Hedrén
- Justicia reitzii Leonard
- Justicia rendlei C.B. Clarke
- Justicia reptabunda Benoist
- Justicia reptans Sw.
- Justicia reticulata Benoist
- Justicia rhodoptera Baker
- Justicia rhomboidea Wassh. & J.R.I. Wood
- Justicia richardii Benoist
- Justicia richardsiae Hedrén
- Justicia rictus Benoist
- Justicia riedeliana (Nees) V.A.W. Graham
- Justicia rigens Benoist
- Justicia riojana Lindau
- Justicia riopalenquensis Wassh.
- Justicia riparia Kameyama
- Justicia romba Benoist
- Justicia rothschuhii (Lindau) Durkee
- Justicia rubicunda (Hochst.) Fourc.
- Justicia rubropicta Benoist
- Justicia rubroviolacea Benoist
- Justicia ruiziana Lindau
- Justicia runyonii Small
- Justicia rusbyana Lindau
- Justicia rusbyi (Lindau) V.A.W.Graham
- Justicia ruwenzoriensis C.B. Clarke
- Justicia rzedowskii (Acosta Cast.) T.F. Daniel
- Justicia sabulicola Benoist
- Justicia sagraeana (A. Rich.) A. H. Liogier
- Justicia saltensis T. Ruiz & De Marco
- Justicia salvadorensis Standl.
- Justicia salviiflora Kunth
- Justicia salvioides Milne-Redh.
- Justicia sambiranensis Benoist
- Justicia sanchezioides Leonard
- Justicia sangilensis T.F. Daniel & Véliz
- Justicia santelisiana Acosta Cast. & T.F. Daniel
- Justicia sarapiquensis McDade
- Justicia sarmentosa Lindau
- Justicia sarothroides Lindau
- Justicia scabrula Chiov.
- Justicia scansilis (Rizzini) V.A.W. Graham
- Justicia scheidweileri V.A.W. Graham
- Justicia schenckiana Lindau
- Justicia schimperi (Hochst.) Dandy
- Justicia schimperiana (Hochst. ex Nees) T. Anderson
- Justicia schoensis Lindau
- Justicia schomburgkiana (Nees) V.A.W.Graham
- Justicia schultesii Leonard
- Justicia seclusa Benoist
- Justicia secunda Vahl
- Justicia secundiflora (Ruiz & Pav.) Vahl
- Justicia senicula Benoist
- Justicia sericea Ruiz & Pav.
- Justicia sericiflora Benoist
- Justicia sericographis V.A.W. Graham
- Justicia seslerioides S. Moore
- Justicia sessilifolia (Lindau) Wassh.
- Justicia sessilis Jacq.
- Justicia siccanea W.W. Sm.
- Justicia silvicola D.N. Gibson
- Justicia simonisia V.A.W. Graham
- Justicia sitiens Benoist
- Justicia skutchii Leonard
- Justicia soliana Standl.
- Justicia sonorae Wassh.
- Justicia soukupii (Standl. & F.A. Barkley) V.A.W. Graham
- Justicia spicigera Schltdl.
- Justicia spiculifera Benoist
- Justicia spigelioides Baker
- Justicia sprucei V.A.W. Graham
- Justicia squalida Wassh. & J.R.I. Wood
- Justicia squarrosa Griseb.
- Justicia stachytarphetoides (Lindau) C.B. Clarke
- Justicia steinbachiorum Wassh. & J.R.I. Wood
- Justicia stellata (B.L. Rob. & Greenm.) T.F. Daniel
- Justicia steyermarkii Standl. & Leonard
- Justicia stipitata Wassh. & Arroyo
- Justicia striata (Klotzsch) Bullock
- Justicia strigilis Benoist
- Justicia striolata Mildbr.
- Justicia suarezensis Benoist
- Justicia subpaniculata Benoist
- Justicia sulfurea (Donn. Sm.) D.N. Gibson
- Justicia sulphuriflora Hedrén
- Justicia symphyantha Lindau
- Justicia syncollotheca Milne-Redh.
- Justicia tabascina T.F. Daniel
- Justicia tanalensis S. Moore
- Justicia tarapotensis Lindau
- Justicia teletheca T.F. Daniel
- Justicia telloensis Hedrén
- Justicia tenella (Nees) T.Anderson
- Justicia tenera (Turrill) D.N. Gibson
- Justicia tenuiflora Ruiz & Pav.
- Justicia tenuipes S. Moore
- Justicia tenuistachys (Rusby) Wassh. & J.R.I. Wood
- Justicia thiniophila Ensermu
- Justicia thomensis Lindau
- Justicia thunbergioides (Lindau) Leonard
- Justicia thymifolia C.B. Clarke
- Justicia tianguensis T.F. Daniel
- Justicia tigrina Heine
- Justicia tijucensis V.A.W.Graham
- Justicia tinctoria Lour.
- Justicia tinctoriella Bennet & Raizada
- Justicia tobagensis (Urb.) Wassh.
- Justicia tocantina (Nees) V.A.W. Graham
- Justicia tonduzii Lindau
- Justicia toroensis S.Moore
- Justicia torresii T.F. Daniel
- Justicia tremulifolia Lindau
- Justicia trianae (Leonard) J.R.I.Wood
- Justicia trichophylla Baker
- Justicia trichotoma (Kuntze) Leonard
- Justicia trifolioides T. Anderson
- Justicia tristis (Nees) T. Anderson
- Justicia trivialis Benoist
- Justicia turipachensis T.F. Daniel
- Justicia tuxtlensis T.F.Daniel
- Justicia tweediana (Nees) Griseb.
- Justicia ukagurensis Hedrén
- Justicia ulei Lindau
- Justicia umbricola Wassh. & J.R.I. Wood
- Justicia unyorensis S. Moore
- Justicia upembensis Hedrén
- Justicia urophylla (Lindau) D.N. Gibson
- Justicia uvida Wassh.
- Justicia uxpanapensis T.F. Daniel
- Justicia vagabunda Benoist
- Justicia vahlii Roth
- Justicia valerioi Leonard
- Justicia valvata T.F. Daniel
- Justicia velizii T.F. Daniel
- Justicia venalis Benoist
- Justicia venosa (Nees) V.A.W. Graham
- Justicia ventricosa Wall. ex Hook. f.
- Justicia veracruzana T.F. Daniel
- Justicia veraguensis T.F. Daniel & Wassh.
- Justicia vernalis Wassh. & J.R.I. Wood
- Justicia versicolor (Lindau) C.B.Clarke
- Justicia vicina Benoist
- Justicia viridescens (Leonard) T.F. Daniel
- Justicia viridifavescens Lindau
- Justicia vitzliputzli Lindau
- Justicia wardii W.W. Sm.
- Justicia warmingii Hiern
- Justicia warnockii B.L. Turner
- Justicia wasshauseniana Profice
- Justicia weberbaueri (Lindau) Wassh.
- Justicia wendtii T.F. Daniel
- Justicia whytei S. Moore
- Justicia wilhelminensis Wassh.
- Justicia williamsii T.F. Daniel
- Justicia wrightii A. Gray
- Justicia wurdackii Leonard
- Justicia xantholeuca W.W. Sm.
- Justicia xerobatica W.W. Sm.
- Justicia xerophila W.W. Sm.
- Justicia xylopoda W.W. Sm.
- Justicia xylosteoides Griseb.
- Justicia yhuensis Lindau
- Justicia yungensis Wassh. & J.R.I. Wood
- Justicia yunnanensis W.W. Sm.
- Justicia yurimaguensis Lindau
- Justicia yuyoeensis Wassh. & J.R.I. Wood
- Justicia zamudioi T.F. Daniel
- Justicia zarucchii Wassh.
- Justicia zopilotensis Henrickson & Hiriart

Selon Tropicos (12 septembre 2017) (Attention liste brute contenant possiblement des synonymes) :